# Александър Родич
Александър Родич (на словенски: Aleksandar Rodić) е словенски футболист от босненски произход. Роден е на 26 декември 1979 година в Козарска Дубица, бивша Югославия, днес в Босна и Херцеговина. Играе като нападател, силният му крак е десният. През сезон 2006-07 носи екипа на Литекс (Ловеч), а от 2014 г. е състезател на Олимпия Любляна.